# Leptura cuprea
Leptura cuprea là một loài bọ cánh cứng trong họ Cerambycidae.